# Wik (volk)

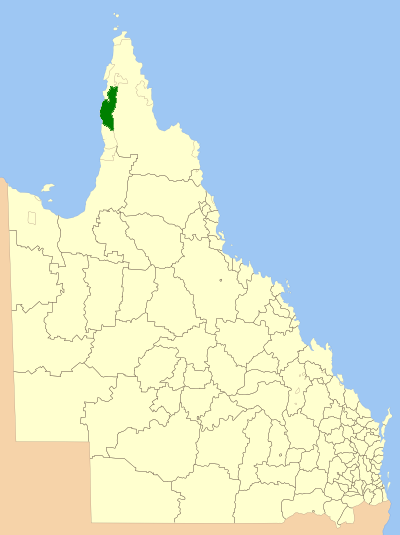
Aurukun Local Government Area. Dit gebied omvat een groot deel van het land van de Wik

De Wik zijn feitelijk niet één volk, maar een verzameling van afzonderlijke Aboriginalgroepen in het centrale deel van Kaap York, Australië. Wik betekent “taal” in de talen van deze regio. De naam is door antropologen gekozen om naar de groepen te verwijzen. De groepen zelf hebben de naam pas recent overgenomen om zichzelf te benoemen.

## De Wik

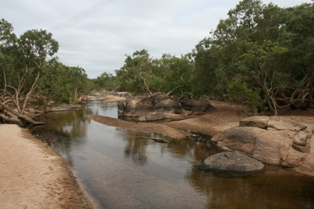
Rivier de Archer

Volgens de Australische antropoloog en etnoloog Norman Tindale is Wik een verzamelnaam voor leden van de Wikmunkan, de Wikianji, de Mimungkum, de Wikmean, de Wikampama, de Wiknantjara, de Wiknatanja, de Wik-kalkan, de Wikepa, de Wikatinda en de Wikapatja.
Er worden echter ook andere namen gehanteerd. De Aboriginaljuriste Neva Collings noemt de Wik-Ompom, de Wik-Mungkana, de Wik-Paacha, de Wik-Thinta, de Wik-Ngathara, de Wik-Epa, de Wik-Me'anha, de Wik-Nganthara, de Wik-Nganychara en de Wik-Liyanh.
De grootste groep zijn de Wikmunkan. Hun taal Wikmunkan wordt ook het meest gesproken in de regio.
De Wik worden als een verzameling groepen met een homogene cultuur gezien. Ze hebben veelal dezelfde of vergelijkbare ceremonies, wetten en regels. Toch zijn de groepen zeer verschillend en sommige zijn voortdurend in conflict met elkaar.
Het land van de Wik ligt aan de westkust van Kaap York en strekt zich uit tussen de rivieren de Holroyd en de Archer en landinwaarts tot aan het plaatsje Coen.
Antropologen schatten dat er voor de komst van de Europeanen rond 2000 Wik waren. Tegenwoordig bedraagt hun aantal ongeveer 1300, waarvan er 900 in Aurukun leven. De rest woont in kleinere plaatsjes zoals Pormpuraaw, Napranum en Coen.

## Eerste Europese contacten

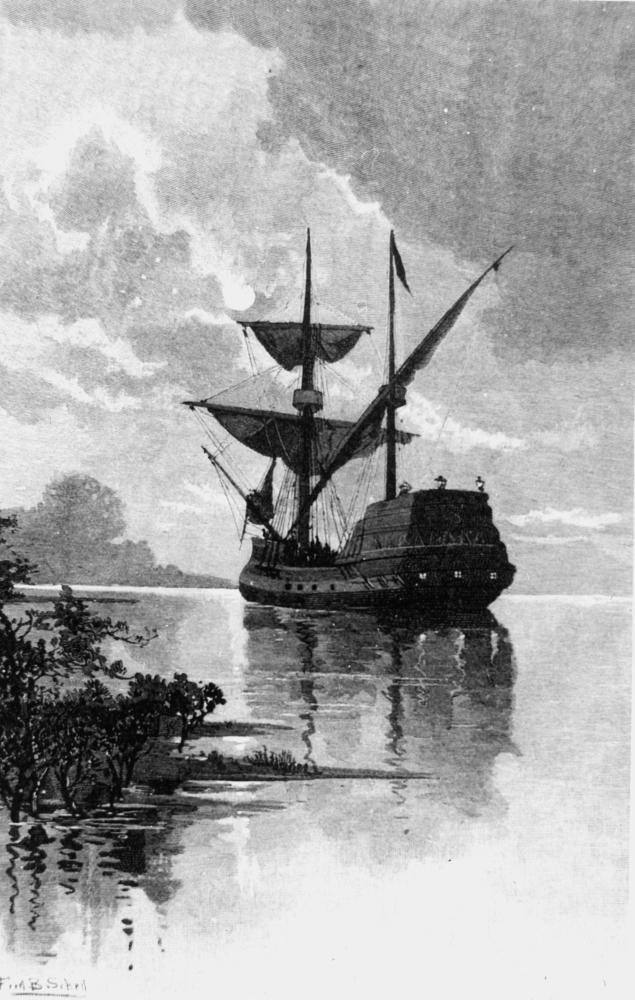
Duyfken in de Golf van Carpentaria (State Library Queensland)

Het eerste Europese contact vond plaats tussen de Wik en de bemanning van het Hollandse schip de Duyfken. Kapitein Willem Jansz voer in februari 1606 langs de kust van het Kaap York-schiereiland. Bij Kaap Keerweer kwam het tot een confrontatie, waarbij meerdere bemanningsleden en Wik om het leven kwamen. Het incident zorgde ervoor dat Janszoon omkeerde.
Er bestaan verschillende versies van de gebeurtenissen die licht van elkaar afwijken. De bekendste zijn de versies van Willem Jansz, Gladys Nunkatiapin en Jack Spear Karntin.

## Kolonisatie
Aan het einde van de 19e eeuw trokken de kolonisten richting Kaap York, waar ze weinig zachtzinnig met de oorspronkelijke bewoners omgingen. Een rapport van een parlementaire commissie die in 1861 onderzoek deed naar het welzijn van de Aboriginals in Queensland en de rol die de speciale politie-eenheid Native Police hierbij speelde, geeft een goede indicatie van de toestanden aan het pioniersfront in Queensland.
De krant The Queenslander pleitte in 1880 al voor een andere omgang met de Aboriginalvolkeren van Queensland. De krant opende in mei van dat jaar een discussie over de „brutal war of races, that is carried on in our outside settlements, especially those in the North“.
“We gaan, in simpele bewoordingen, als volgt met de aborigines om: Bij de bezetting van nieuw gebied worden de aborigines die er wonen precies hetzelfde behandeld als de wilde beesten of vogels die de kolonisten er mogelijk aantreffen. De Europeanen menen dat de levens en het bezit van de aborigines, de netten, kano’s en wapens waar men net zoveel werk aan heeft besteed als de blanke kolonist aan zijn vee en gebouwen, volledig tot hun beschikking staan. Hun goederen worden afgepakt, hun kinderen met geweld meegenomen, hun vrouwen weggevoerd ... Het kleinste teken van verzet wordt beantwoord door een kogel uit een geweer ...“

## Segregatie
Net als in de andere Australische koloniën werd er ook in Queensland een zogenoemde Protector of Aborigines benoemd die naar oplossingen moest zoeken voor wat men toen het “Aboriginalprobleem” noemde. De toenmalige premier van Queensland, John Douglas, vond dat de Aboriginals beschermd moesten worden en kwam met het idee om een aantal missieposten langs de westkust van Kaap York op te richten.

### Mapoon Mission
In 1891 koos hij een plek in de buurt van Cullen Point aan de monding van de rivier de Wenlock (vroeger de Batavia). Hier richtten in hetzelfde jaar de missionarissen Nikolaus Hey en James Ward de Batavia River Mission (ook Mapoon Mission genoemd) op. De missie werd het thuis van de Aboriginals uit het gebied tussen de monding van de rivier de Wenlock en het plaatsje Weipa. Zij noemen zichzelf Aboriginals van Mapoon (Mapoon people).

### Weipa Mission
In 1898 wilde Hey een tweede missie in Weipa oprichten. De toenmalige Commissaris voor Aboriginalzaken, Archibald Meston, was tegen het plan. Meston vond dat de Aboriginals alleen beschermd dienden te worden op plaatsen waar ze met Europeanen in aanraking waren gekomen en daardoor niet meer zelfvoorzienend konden leven. Dit was niet het geval in Weipa. Volgens Meston waren de mensen hier kerngezond en konden ze nog op traditionele wijze in hun voedsel voorzien. De missie kwam er toch en kreeg de naam Weipa Mission Station. Nog geen jaar later was de gezondheid van de meeste bewoners verslechterd door ziektes die de blanken meebrachten. Tegenwoordig woont een deel van de Wik in Napranum, enkele kilometers ten zuidwesten van Weipa.

### Aurukun Mission
In 1904 richtte de Presbyteriaanse Kerk Archer River Mission Station (ook Aurukun Mission genoemd) op. De missie werd geleid door Arthur en Mary Richter. De meeste Wik moesten tegen hun wil naar deze missie verhuizen. Tegenwoordig woont circa 70% van de Wik in Aurukun.

### Protectiewet
In 1897 introduceerde ook Queensland protectiewetgeving. Dit gebeurde op aanbeveling van Archibald Meston, die hiermee de Aboriginals van Kaap York tegen uitbuiting door parelvissers en de trepangindustrie wilde beschermen. In 1908 deed een speciale commissie onderzoek naar de toestanden binnen de parel- en trepangindustrie. Nikolaus Hey van de missie in Mapoon vertelde de commissie dat het sterftecijfer onder de Aboriginals enorm was gestegen als gevolg van het duiken naar pareloesters en trepang. De wet wist de uitbuiting inderdaad gedeeltelijk in te dammen, maar maakte het ook mogelijk om het leven van de Aboriginals ingrijpend te beïnvloeden. Het resultaat was een sterke segregatie.

## Mijnbouw in de regio

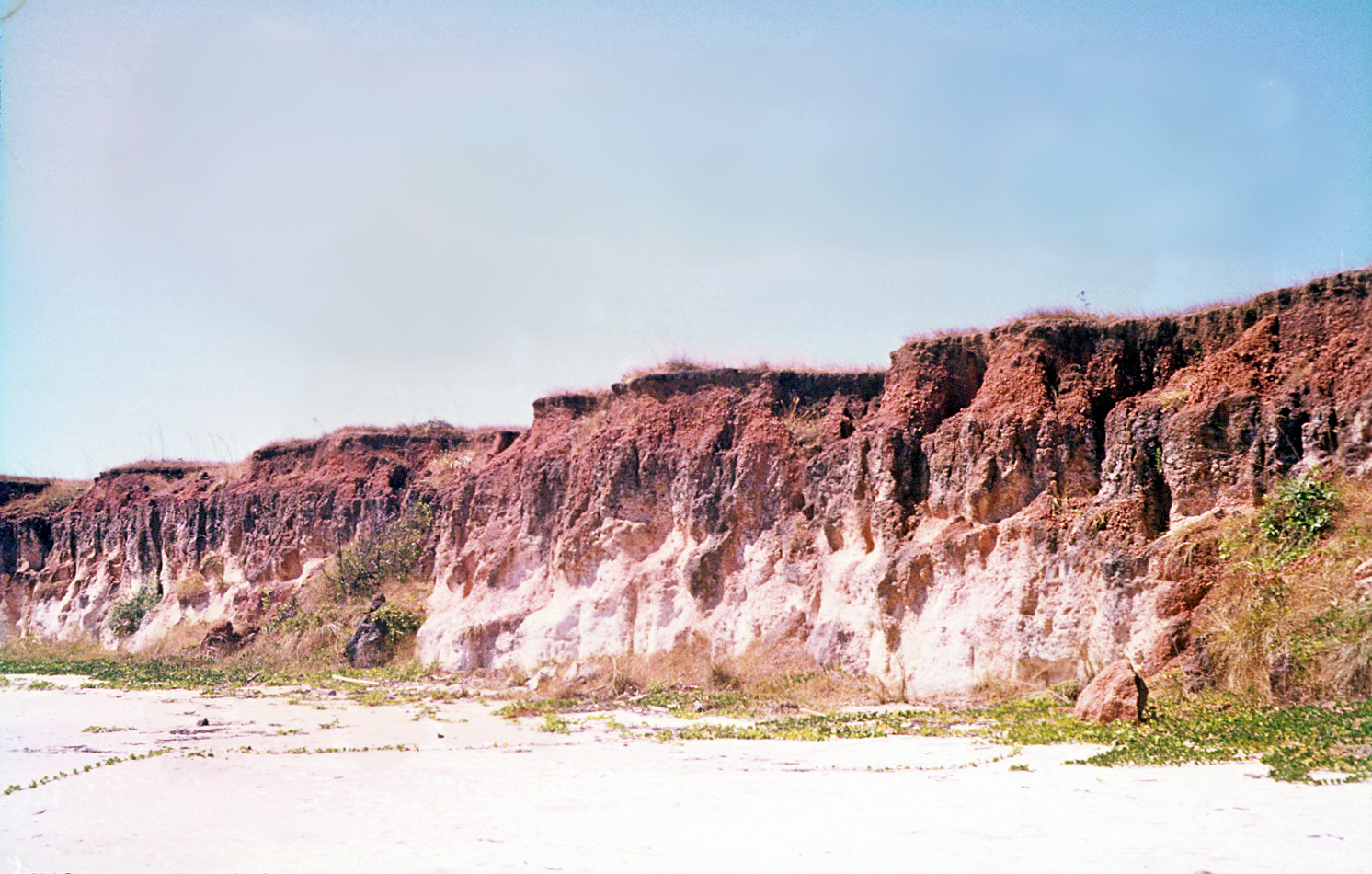
Bauxiet bij Weipa

De mensen van Mapoon, Weipa en Aurukun wonen nabij de grootste bauxietvoorraad ter wereld.
In 1957 kreeg de firma Comalco een mijnconcessie voor vrijwel het gehele land van de Aboriginals van Weipa. De concessie is geregeld in de Comalco Act.
In 1965 kreeg de firma Alcan op basis van de Alcan Act een mijnconcessie over een groot deel van het land van de mensen van Mapoon.
Het consortium Aurukun Associates verwierf in 1975 een mijnconcessie over 2000 km² van het land van de Wik. Deze concessie loopt tot 2038 en is geregeld in de Aurukun Associates Act. De Wik werden niet geraadpleegd en ontvingen ook geen vergoeding.

## Pastoral leases op Wik-land
Een groot deel van het land van de Wik werd door de Kroon verpacht voor het weiden van vee (pastoral lease).
Het gaat om twee pachtovereenkomsten. De oudste is de Mitchelton Pastoral Holding Lease die in 1915 in overeenstemming met de Land Act 1910 (Qld) werd verleend. Het land is nooit als weidegrond gebruikt en werd in 1922 een Aboriginalreservaat. De Wik hebben hier altijd in overeenstemming met hun traditionele wetten geleefd.
De andere pachtovereenkomst is Holroyd River Pastoral Lease. Deze werd in 1945 verleend maar in 1973 weer beëindigd. In 1975 werd het land opnieuw verpacht, dit keer in overeenstemming met de Land Act 1962 (Qld). Ook dit land is nooit voor weidegrond gebruikt.

## Wik en native title
Na de zaak-Mabo begonnen de Wik een rechtszaak die duidelijkheid moest geven over native-title-rechten over pachtland. De zaak werd bekend onder de naam Wik Peoples v Queensland. De High Court oordeelde in 1996 dat pachtrechten en native-title-rechten over een stuk land tegelijkertijd kunnen worden uitgeoefend.